# گابریلیه لاویا
گابریلیه لاویا (ایتالیایی: Gabriele Lavia؛ زادهٔ ۱۰ اکتبر ۱۹۴۲) کارگردان فیلم، بازیگر و فیلم‌نامه‌نویس اهل ایتالیا است.
از فیلم‌هایی که وی در آن نقش داشته است، می‌توان به چهاردهمین یکشنبه از روزگاری عادی، افسانه ۱۹۰۰، مرا به خاطر بسپار، عشق من، قرمز تیره، باریا، مارکو ویسکونتی و مظنون اشاره کرد.